# Gumowa kaczuszka

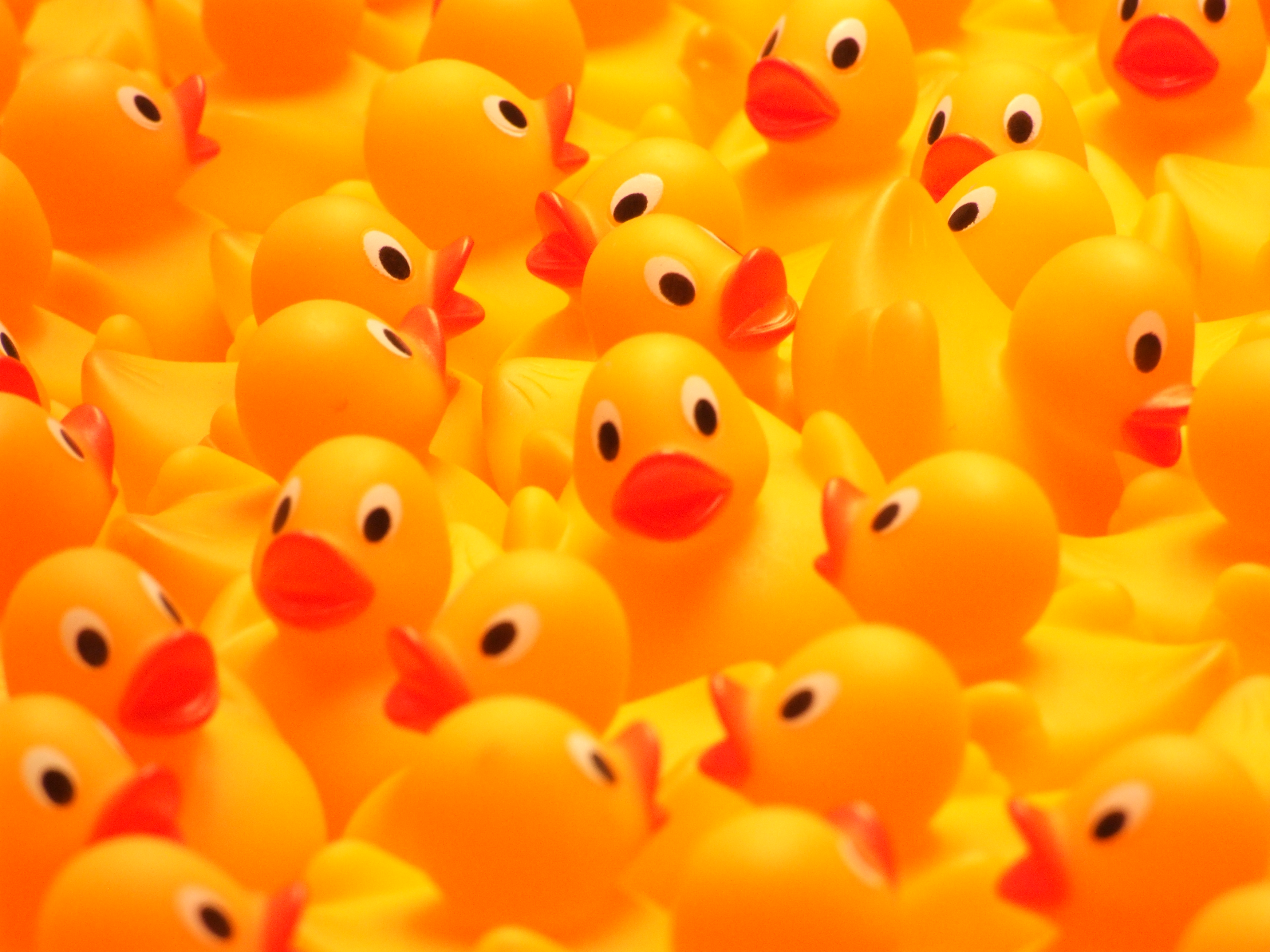
Gumowe kaczuszki

Gumowa kaczuszka – gumowa zabawka przypominająca kształtem kaczkę. Ma dodatnią pływalność (utrzymuje się na powierzchni wody), służy do zabaw w wannie.

## Wygląd i budowa

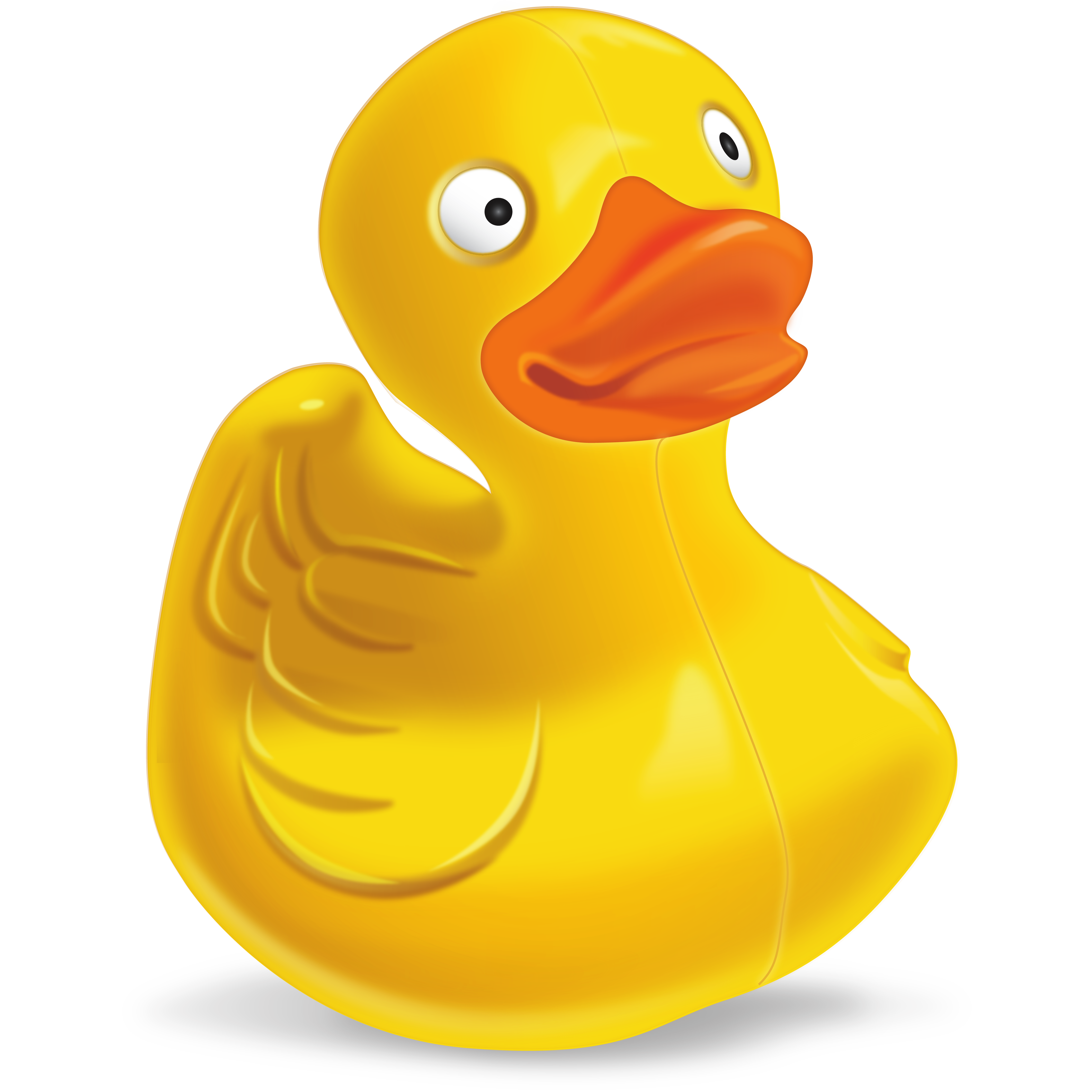
Wygląd typowej gumowej kaczuszki.

Typowa gumowa kaczuszka jest żółtego koloru (jak pisklęta Anas platyrhynchos), ma słabo zaznaczone skrzydła i ogon, nie ma natomiast wyraźnych cech płciowych ani kończyn dolnych. Wersje dla małych dzieci są wodoszczelne. Pierwsze zabawki tego rodzaju wykonywane były z gumy, jednak pod koniec lat pięćdziesiątych tworzywo to zastąpione zostało polichlorkiem winylu. Do niedawna w charakterze zmiękczacza dodawany był ftalan diizononylu, jednakże ze względu na swą potencjalną szkodliwość substancja ta jest eliminowana z kaczuszek przeznaczonych dla małych dzieci.

## Historia
Produkcja gumowych zabawek rozpoczęła się w połowie XIX w., wraz z rozwojem przemysłu gumowego. Nie wiadomo, kiedy pojawiły się pierwsze gumowe kaczuszki, ani kto produkował je jako pierwszy – przypuszcza się jednak, że powstały wraz z upowszechnieniem się instalacji sanitarnych. Wiadomo, że w USA gumowe kaczuszki były sprzedawane już w latach czterdziestych XX wieku. Zabawka spopularyzowana została przez Jima Hensona piosenką „Rubber Duckie”, wyemitowaną w 1970 r. w serialu dla dzieci Ulica Sezamkowa.
Gumowe kaczuszki stały się przedmiotem zainteresowania kolekcjonerów. Powstały społeczności hobbystów, wymieniających się kaczuszkami i informacjami na ich temat. Największa kolekcja tego rodzaju zabawek w 2011 r. liczyła 5631 egzemplarzy. Organizowane są wyścigi gumowych kaczek – setki (niekiedy tysiące) zabawek są wpuszczane na wodę, a właściciel tej, która pierwsza dopłynie do mety, wygrywa. Podczas wyścigu w Londynie w 2007 r. użyto ponad stu sześćdziesięciu tysięcy kaczuszek, a główna nagroda na wyścigu w 2002 r. w Singapurze sięgnęła miliona dolarów.

## Oceanografia
Podczas sztormu na Pacyfiku 10 stycznia 1992 r. trzy kontenery zawierające około 29 tysięcy zabawek Friendly Floatees zostały zmyte z pokładu statku, a ich zawartość znalazła się w wodzie. Dwie trzecie z nich popłynęło na południe i wylądowało na brzegach Indonezji, Australii i Ameryki Południowej. Reszta (10 tys.) skierowała się na północ, w kierunku Alaski. Ich ruchy pozwoliły oceanografom (m.in. Curtisowi Ebbesmeyerowi) na badanie prądów morskich.
Przez pewien czas w 2003 r. producent zabawek firma First Years Inc. oferowała nagrodę w wysokości 100 dolarów za każdą zabawkę znalezioną na terenie Nowej Anglii, Kanady i Islandii.